# 회로 (2001년 영화)
회로(回路, Kairo)는 구로사와 기요시 감독의 영화로, 2001년 개봉했다. 해당 영화는 로튼 토마토에서 73%의 점수를 받았다. 이 영화의 할리우드 리메이크작은 2006년에 펄스라는 이름으로 개봉되었다.

## 줄거리
이 영화의 줄거리는 인터넷을 통해 인류가 사는 세상으로 침입하는 영혼들의 이야기를 다루고 있다. 영화에서는 두 명의 서로 다른 주인공의 이야기를 보여준다. 의사소통 단절(영어: Communication Breakdown)과 외로움(영어: Isolation)이 주요 소재이다.

### 첫 번째 이야기
첫 번째 이야기는 식물을 판매하는 회사에서 근무 중인 여사원 쿠도 미치와 연관되어 있다. 그녀는 최근에 도시에 있는 집으로 이사를 왔고, 그녀의 주요한 친구들은 3명의 동료 사사노 준코, 토시오 야베, 타구치이다. 영화가 시작될 때, 타구치가 컴퓨터 디스크에 작업을 하는 과정에서 며칠 동안 실종된 것으로 나타난다. 미치는 그의 아파트로 가고, 그곳에서 정신이 멍해지고 냉담해진 타구치를 만나게 된다. 대화의 중간에서 그는 올가미를 만들고, 중간에 잠시 떠난 뒤 목을 매어 자살한다. 미치와 그녀의 동료들은 그가 남긴 컴퓨터 디스크를 조사하고, 이미지 파일을 하나 발견한다. 그 이미지 파일에는 타구치가 그의 모니터를 바라보는 모습이 있었는데, 그의 컴퓨터 모니터에는 다시 타구치가 그의 모니터를 바라보는 모습이 나와 있었고, 그게 끝없는 연속을 보여 주고 있었다.
그 이미지 파일의 모니터에서, 미치와 그녀의 친구들은 타구치의 방을 바라보는, 마치 유령처럼 생긴 얼굴을 발견한다. 야베는 이후에 전화를 받는데 그 전화에서는 타구치가 "도와 줘"(일본어: 助けて 타스케테[*])라고 계속해서 외치는 듯한 느낌을 받는다. 그는 타구치의 아파트로 간 뒤, 그곳에서 벽에 있는 유령처럼 생긴 까만 화상을 발견한다. 그는 문이 빨간색 테이프로 봉인되어 있음을 알아내고, 그곳에 들어가서 유령을 조우한다. 야베는 그때 이후 작업 현장에서 우울한 모습을 보이고 말이 없어진다. 결국 그는 그의 아파트로 숨어 버린다. 미치가 그의 아파트에 갔을 때, 그녀는 그가 타구치의 아파트에서 본 검은색 화상으로 되어 버렸음을 알게 된다. 그 이후, 미치와 준코만이 작업 현장에 남고, 사장도 사라져버린다. 빨간색 테이프로 봉인된 문이 도쿄 곳곳에서 나타나기 시작한다. 준코가 그 문 중 하나를 열었을 때 그녀는 유령에 의해 공격받는다. 미치가 구출해내지만, 그 유령과의 조우가 준코에게는 너무나 충격적이었기 때문에, 준코도 결국 재로 사라져버린다.

### 두 번째 이야기
두 번째 이야기는 얼마 안 되어서 인터넷을 개통한 경제학 전공 학생인 카와시마 료스케와 연관되어 있다. 어느 날 그의 컴퓨터가 스스로 한 인터넷 사이트에 접속하고, 그 사이트에서는 어두운 방에서 기이하고, 우울한 행동을 하는, 홀로 있는 사람들의 모습을 보여 준다. 그날 밤, 료스케는 깨어나더니 그의 컴퓨터가 다시 켜져 있음을 발견한다. 그 사이트는 이제 그림자에 가려진 남자를 보여 주고, 잠시 후 머리에 비닐 봉지를 씌운 한 남자로 바뀐다. 그 남자가 화면 밖으로 나오기 직전, 료스케는 공포에 질린 채 그의 컴퓨터 전원 플러그를 뽑아 버린다. 다음날, 카라사와 하루에가 료스케에게 그 사이트가 뭔지 알아내기 위해, 그 홈페이지를 북마크하거나 그 이미지를 인쇄해 줄 것을 청한다. 료스케는 그녀의 조언에 따라 그것을 시도하나, 그의 컴퓨터가 그 명령에 응답하지 않음을 발견한다. 대신, 한 동영상이 재생되는데, 그 동영상에는 머리에 비닐 봉지를 씌운 한 남자가 방 안에서 선 채로 "도와 줘"(일본어: 助けて 타스케테[*])라고 벽 전체에 쓴 모습을 보여 준다. 료스케의 동료가 그에게 유령처럼 생긴 사람들이 캠퍼스 주변에 나타났으며, 그는 영혼들이 실제의 세상으로 쳐들어오기 시작했다는 가설을 제시한다.
하루에 역시 이상하고 우울한 행동을 보인다. 그리고 하루에는 유령들이 불멸을 부여함으로써 인류 전체를 사후 생활의 외로움으로부터 구해 내고 싶어함을 말한다. 이후 그날 밤, 료스케는 하루에를 방문하고, 하루에가 더 이상하게 행동함을 알아 낸다. 둘은 지하철을 이용하여 먼 곳으로 탈출하려고 한다. 그러나 전철이 정지해버리고, 하루에는 집으로 돌아가고 싶은 강렬한 욕구에 휩싸인 채, 달아나버린다. 그녀의 아파트로 돌아온 뒤, 그녀는 그녀가 "외롭지 않음"을 주장한다. 료스케가 그녀의 아파트로 간신히 들어왔을 때, 그녀는 이미 사라지고 없었다.

### 두 주인공이 만나다
점점 더 많은 사람들이 사라지자, 도쿄 대피령이 발효된다. 이제는 어느 곳에든지 유령들이 나타난다. 료스케는 미치를 만나고, 버려진 공장 안에서 하루에를 발견한다. 둘은 어떻게든 하루에를 설득하지만, 그녀는 권총을 쏴 자살한다. 료스케는 기름을 얻기 위해 버려진 한 정유 공장에 도착하고, 연료를 다 채워 넣은 뒤 뚜껑을 닫으려 하나 그 뚜껑이 어디론가 굴러 들어가버린다. 료스케는 빨간색 테이프로 봉인된 문을 하나 발견하고, 그곳에 들어가서 한 유령을 조우하게 된다. 유령은 그에게, "죽음은 길고도 영원한 고독이다."(영어: Forever death was eternal loneliness.)라고 말한다. 결국 료스케도 살아갈 의지를 잃게 되고, 미치가 그를 안전한 곳으로 끌어 내야 했다. 그들은 불타는 도쿄를 주행하고, 몇 가지의 세상에 종말이 온 듯한 장면을 목격한다.: 하늘이 까맣게 바뀌고, 미군 C-130 화물기가 추락하고, 사람들이 높은 빌딩에서 떨어져 자살한다. 둘은 도쿄로부터 출항하는 배를 하나 발견하고, 그 배에 탑승한다. 배에는 소수의 생존자들이 있었고, 그들은 이런 사건이 전 세계에 걸쳐 일어나고 있다고 말한다. 배는 라틴 아메리카로 향하고, 료스케와 미치는 아래 갑판으로 간다. 그곳에서 료스케는 재로 사라진다. 배는 계속해서 라틴 아메리카로 향해 나아간다.

## 출연

### 주연
- 야쿠쇼 코지
- 후부키 준
- 가토 하루히코
- 다케다 신지
- 아소 구미코
- 코유키
- 마츠오 마사토시

### 조연
- 아리사카 쿠루메
- 스가타 슌
- 아이카와 쇼우
- 미즈하시 켄지
- 탄지 타쿠미
- 타카노 하세이
- 유키 아츠시
- 타카시마 고
- 이치조 카오리
- 오노 테루오
- 후루사와 켄
- 키타무라 아키코
- 마미아나 젠고로
- 야스다 리에
- 시오노야 마사유키

## 기타
- 조명: 토미야마 메이조
- 미술: 마루오 토모유키